# Frederico Josias de Saxe-Coburgo-Saalfeld
Frederico Josias de Saxe-Coburgo-Saalfeld (26 de dezembro de 1737 - 26 de fevereiro de 1815) foi um general no exército austríaco.

## Família
Nascido no Palácio de Ehrenburg, Francisco Josias era o filho mais novo do duque Francisco Josias de Saxe-Coburgo-Saalfeld e da sua esposa, a princesa Ana Sofia de Schwarzburg-Rudolstadt.
Era tio-avô do rei Leopoldo I da Bélgica.

## Carreira militar
Josias juntou-se ao exército Habsburgo na categoria de coronel em 1759, participando na Guerra dos Sete Anos, e subiu até à posição de tenente-marechal-de-campo em 1773. Durante a Guerra Russo-Turca-Austríaca comandou um corpo do exército sob as ordens de Freiherr von Laudon, ocupando a Moldávia, capturando Khotyn na Bessarábia e partilhou a vitória de Aleksandr Pasha na Batalha de Rymnik na qual conquistou grande parte da Valáquia, incluindo a cidade de Bucareste, sendo recebido pela população após a fuga do príncipe Nicolau Mavrogenis (ver História de Bucareste), e pouco depois tornou-se marechal-de-campo.
Durante a ocupação da Moldávia, Josias conheceu Therese Stroffeck, uma plebeia. A 24 de setembro de 1789, Therese deu à luz um filho dele na cidade de Roman a quem chamou Friedrich. Josias casou-se com ela depois de ambos regressarem a Coburgo, a 24 de dezembro, e assumiu a paternidade do filho que recebeu um título nobre das mãos do imperador a 25 de agosto de 1808 e, a 17 de fevereiro de 1853, o duque Ernesto II de Saxe-Coburgo-Gota concedeu-lhe o título de Freiherr von Rohmann, por causa da sua cidade de nascimento. Contudo, uma vez que Friedrich nasceu de um casamento morganático, tanto ele como os seus descendentes foram excluídos da linha de sucessão do ducado de Saxe-Coburgo-Saalfeld.
Em 1793 e 1794, comandou o exército Países Baixos Austríacos durante a Campanha de Flandres. Por causa da sua vitória nas Guerras Revolucionárias Francesas em Neerwinder em março de 1793, a região voltou a pertencer à Áustria. Ao entrar em França, conquistou Condé, Valencinnes, Quesnoy e Landrecies. Contudo, devido à sua posição infeliz, em parte devido à desunião das potências aliadas e das suas forças, Frederico Josias sofreu uma série de contratempos menores na frente do exército revolucionário no rio Sambre, seguidos de uma derrota decisiva em Fleurus a 26 de junho de 1794.
A partir daí, deixou a Holanda, uma decisão que os diplomatas Habsburgo já tinham tomado. Enfurecido com esta atitude, Francisco Josias criticou abertamente as políticas do barão Thugut e demitiu-se da sua posição como marechal-de-campo, retirando-se para a cidade de Coburgo, onde viria a morrer alguns anos depois. O conde de Clerfayt substituiu-o na sua antiga posição no exército.

## Descendência
Do seu casamento com Therese Stroffeck teve um filho:
- Friedrich, Barão von Rohman (24 de dezembro de 1789 - 14 de junho de 1873), casado com Theresie Wiskocil; com descendência.

## Genealogia
| Francisco Josias de Saxe-Coburgo-Saalfeld | Pai: Francisco Josias de Saxe-Coburgo-Saalfeld | Avô paterno: João Ernesto IV de Saxe-Coburgo-Saalfeld   | Bisavô paterno: Ernesto I de Saxe-Gota                    |
| Francisco Josias de Saxe-Coburgo-Saalfeld | Pai: Francisco Josias de Saxe-Coburgo-Saalfeld | Avô paterno: João Ernesto IV de Saxe-Coburgo-Saalfeld   | Bisavó paterna: Isabel Sofia de Saxe-Altemburgo           |
| Francisco Josias de Saxe-Coburgo-Saalfeld | Pai: Francisco Josias de Saxe-Coburgo-Saalfeld | Avó paterna: Carlota Joana de Waldeck-Wildungen         | Bisavô paterno: Josias II de Waldeck-Wildungen            |
| Francisco Josias de Saxe-Coburgo-Saalfeld | Pai: Francisco Josias de Saxe-Coburgo-Saalfeld | Avó paterna: Carlota Joana de Waldeck-Wildungen         | Bisavó paterna: Guilhermina Cristina de Nassau-Siegen     |
| Francisco Josias de Saxe-Coburgo-Saalfeld | Mãe: Ana Sofia de Schwarzburg-Rudolstadt       | Avô materno: Luís Frederico I de Schwarzburg-Rudolstadt | Bisavô materno: Alberto António de Schwarzburg-Rudolstadt |
| Francisco Josias de Saxe-Coburgo-Saalfeld | Mãe: Ana Sofia de Schwarzburg-Rudolstadt       | Avô materno: Luís Frederico I de Schwarzburg-Rudolstadt | Bisavó materna: Emília Juliana de Barby-Mühlingen         |
| Francisco Josias de Saxe-Coburgo-Saalfeld | Mãe: Ana Sofia de Schwarzburg-Rudolstadt       | Avó materna: Ana Sofia de Saxe-Gota-Altemburgo          | Bisavô materno: Frederico I de Saxe-Gota-Altemburgo       |
| Francisco Josias de Saxe-Coburgo-Saalfeld | Mãe: Ana Sofia de Schwarzburg-Rudolstadt       | Avó materna: Ana Sofia de Saxe-Gota-Altemburgo          | Bisavó materna: Madalena Sibila de Saxe-Weissenfels       |